# トリウンフォ・デル・アモール
『トリウンフォ・デル・アモール』（スペイン語: Triunfo del amor）は、メキシコのテレノベラ。カナル・デ・ラス・エストレージャスで2010年10月25日から2011年6月26日まで放送された。主演はヴィクトリア・ルッフォ、マイテ・ペローニ、ウィリアム・レヴィ、オスバルド・リオスとディエゴ・オリベラ。

## 登場人物

### 主要キャラクター
ビクトリア・グティエレス・デ・サンドバル
演 - ヴィクトリア・ルッフォ
マリア・デサンパラダ・イトゥルビデ・グティエレス
演 - マイテ・ペローニ
マキシミリアーノ「マックス」サンドバル・モンテネグロ
演 - ウィリアム・レヴィ
オスヴァルド・サンドバル
演 - オスバルド・リオス
フアン・パブロ・イトゥルビデ・モンテホ
演 - ディエゴ・オリベラ

### その他
ベルナルダ・モンテホ・ヴィウダ・デ・イトゥルビデ
演 - ダニエラ・ロモ
ヒメナ・デ・アルバ
演 - ドミニカ・パレタ
ロクサーナ・ヴィウダ・デ・アルバ
演 - ギジェルモ・ガルシア・カントゥ
ギジェルモ・キンタナ
演 - ウルスラ・プラッツ
ロドルフォ・パディージャ
演 - サルバドール・ピネダ
アントニエタ・オロスコ
演 - エリカ・ブエンフィル
ミラグロス・ロブレス・ビウダ・デ・マルティネス
演 - カルメン・サリナス
エヴァ・グレズ
演 - ピラール・ペリセル